# مينتور زدريلا
مينتور زدريلا (بالإنجليزية: Mentor Zhdrella)‏ (10 يونيو 1988) هو لاعب كرة قدم كوسوفي يلعب لنادي لابي ومنتخب كوسوفو لكرة القدم.

## روابط خارجية
- مينتور زدريلا على موقع قاعدة بيانات كرة القدم.إي يو (الإنجليزية)
- مينتور زدريلا على موقع ناشيونال فوتبول تيمز (الإنجليزية)
- مينتور زدريلا على موقع Soccerway.com (الإنجليزية)
- مينتور زدريلا على موقع عالم كرة القدم.نت (الإنجليزية)